# Щепинов, Алексей Михайлович
Алексей Михайлович Щепинов (19 января 1974) — российский футболист, полузащитник.

## Биография
Профессиональную карьеру начал в 1994 году в «Машиностроителе» Сергиев Посад, выступавшем в третьей лиге. За два сезона в составе которого провёл 62 матча. В 1996 году перешёл в клуб «Энергия-Текстильщик», однако матчей за команду не провёл. В 1997 году выступал за «МЧС-Селятино» и рязанский «Спартак». 28 марта 1998 года за «Тюмень» провёл свой единственный матч в высшем дивизионе в выездном матче против московского «Локомотива», выйдя на 35-й минуте встречи на замену Михаилу Потылчаку. В 2001 году выступал за «Фабус». С 2002 по 2007 годы играл за различные любительские клубы. С 2005 по 2007 годы был главным тренером «Фортуны» из Мытищ. В январе 2013 года работал в Детской футбольной лиге в должности начальника отдела развития.